# Višakis
Višakis je řeka 2. řádu v jižní Litvě, pravý přítok řeky Šešupė. Pramení v lesním masivu kazlorūdských lesů, v lese Meištinės miškas, v okrese Kaunas-venkov, 4,5 km na severozápad od města Ežerėlis. Teče převážně a celkově směrem jihozápadním. Podstatná část toku je na území okresu Kazlų Rūda, dolní tok tvoří jihovýchodní hranici okresu Šakiai nejprve s Okres Kazlų Rūda, potom s okresem Vilkaviškis. V dávných dobách tvořil Višakis dlouhodobě hranici mezi vévodstvím Trakaiským a okresem Žemaitskem. Za vlády carského Ruska a za první republiky (1918) Višakis tvořil hranici mezi Šakiaiským krajem na jedné straně a Marijampolským a Vilkaviškiským krajem na straně druhé. Ústí do řeky Šešupė na západním okraji městečka Pilviškiai jako její pravý přítok 149,5 km od jejího ústí do Němenu. Místy je regulována. Průměrný spád je 59 cm/km. Plocha povodí je 332,8 km², průměrný průtok je 1,88 m³/s.

## Přítoky
- Levé:

| Hydrologické pořadí | Řeka        | Délka (km) | Povodí (km²) | Vzdálenost od ústí (km) | Ústí kde     | Koordináty ústí                  |
| ------------------- | ----------- | ---------- | ------------ | ----------------------- | ------------ | -------------------------------- |
|                     | Kapčiupelis | 0,9        |              |                         | Lodiškė      | 54°53′3″ s. š., 23°30′2″ v. d.   |
| 15010451            | Kvesupis    | 2,3        | 2,3          | 36,3                    | Garankščiai  | 54°52′24″ s. š., 23°28′32″ v. d. |
| 15010454            | Judrė       | 15,2       | 46,6         | 26,2                    | Višakio Rūda | 54°48′53″ s. š., 23°25′59″ v. d. |
| 15010458            | Klampupis   | 8,1        | 10,2         | 19,4                    | Klampupiai   | 54°47′9″ s. š., 23°22′2″ v. d.   |
|                     | Girnupis    | 2,2        |              | 18,7                    | Skindeliškė  | 54°46′56″ s. š., 23°21′27″ v. d. |
| 15010462            | V - 3       | 4,5        | 4,0          | 15,1                    | Stepkiškė    | 54°46′10″ s. š., 23°18′30″ v. d. |
| 15010463            | V - 1       | 3,3        | 3,3          | 13,4                    | Audiejiškė   | 23°18′30″ s. š., 23°17′25″ v. d. |
| 15010466            | Jūrė        | 39,3       | 111,3        | 6,3                     | Meistiškė    | 54°44′19″ s. š., 23°14′32″ v. d. |

- Pravé:

| Hydrologické pořadí | Řeka      | Délka (km) | Povodí (km²) | Vzdálenost od ústí (km) | Ústí kde            | Koordináty ústí                  |
| ------------------- | --------- | ---------- | ------------ | ----------------------- | ------------------- | -------------------------------- |
| 15010452            | Vėrupis   | 3,1        | 4,4          | 36,0                    | Garankščiai         | 54°52′18″ s. š., 23°28′16″ v. d. |
|                     | Spandis   | 1,3        |              |                         | Ardzijauskai        | 54°51′3″ s. š., 23°28′3″ v. d.   |
|                     | Vikšrynė  | 1,3        |              |                         | Ardzijauskai        | 54°50′43″ s. š., 23°27′38″ v. d. |
| 15010453            | Skarlupis | 2,8        | 4,9          | 26,7                    | Višakio Rūda        | 54°49′3″ s. š., 23°26′4″ v. d.   |
| 15010459            | Noreikupė | 13,5       | 33,2         | 15,7                    | Stepkiškė           | 54°46′16″ s. š., 23°19′0″ v. d.  |
| 15010464            | Baltsupis | 5,8        | 5,8          | 10,6                    | Mozūrai             | 54°45′12″ s. š., 23°16′13″ v. d. |
| 15010465            | Kiaulupė  | 3,4        | 2,6          | 9,1                     | Kriaučiukai         | 54°44′50″ s. š., 23°15′42″ v. d. |
|                     | Krioklys  | 3,9        |              | 4,2                     | Baltrušiai/Gabriškė | 54°50′43″ s. š., 23°27′38″ v. d. |

## Obce při řece
Kūjai, Garankščiai, Prūsokai, Višakio Rūda, Karališkė, Mozūrai, Gabriškė, Pilviškiai